# Staatspräsident (Sierra Leone)
Der Staatspräsident von Sierra Leone (englisch President of the Republic of Sierra Leone) ist gemäß der sierra-leonischen Verfassung von 1991 das Staatsoberhaupt und Commander-in-Chief der Republik Sierra Leone.

## Wahl
Der Staatspräsident wird direkt vom Volk auf fünf Jahre gewählt und benötigt dafür 55 Prozent der Wählerstimmen. Eine Stichwahl zwischen den beiden besten Kandidaten ist vorgesehen. Hier gewinnt, wer die meisten Stimmen auf sich vereinigen kann. Sollte sich nur ein Kandidat zur Wahl stellen, so gilt dieser ohne Wahl als gewählt. Eine Wiederwahl als Staatspräsident ist nur einmal zulässig.
Zur Wahl kann sich nur stellen, wer:
- sierra-leonischer Staatsbürger ist,
- einer politischen Partei angehört,
- mindestens 45 Jahre alt ist und
- die Voraussetzungen zur Wahl als Mitglied des Parlamentes erfüllt.

## Bezahlung
Die Bezahlung des Staatspräsidenten und seines Vize sind im The State Salaries, Pensions, Gratuities and Other Benefits Act, 2003 geregelt. Demnach erhält der Staatspräsident ein Gehalt von 25.000.000 SLL pro Monat. Dies entspricht nach Reevaluierung des Leones 25.000 SLE, umgerechnet (Stand 7. Februar 2023) etwa 1200 Euro pro Monat.

## Pension
Die Pensionsleistungen für einen ausgeschiedenen sierra-leonischen Staatspräsidenten sind im The Pensions and Retiring Benefits Presidents and Vice-Presidents Act aus dem Jahr 1986 sowie im The States Salaries, Pensions, Gratuities and other Benefits Act aus dem Jahr 2003 geregelt.
Voraussetzung für die vollen Ansprüche ist eine Amtszeit von mindestens 12 Monaten. Dem Präsidenten und Vizepräsidenten steht ein monatliches Ruhegeld von 40 % des letzten  Grundgehaltes zu. Zusätzlich gibt es ein einmaliges Handgeld von 30 Prozent des Grundgehaltes aller Amtsjahre. Zudem stehen diesen weitere Leistungen wie eine Unterkunft und Büro zu.